# Miomantis bintumanensis
Miomantis bintumanensis es una especie de mantis de la familia Mantidae.

## Distribución geográfica
Se encuentra en Sierra Leona.